# Namapoikia rietoogensis
Namapoikia rietoogensis — викопний вид губок, що існував у кінці едіакарію (549 млн років тому). Це найдавніший відомий організм, що використовував для побудови свого скелета вапняк (найімовірніше арагоніт). Це був довгоживучий організм, який сягав у діаметрі до 1 м. Рештки організму виявлені у відкладеннях геологічної групи Нама поблизу селища Рієтуг на півдні Намібії. Разом з цією губкою виявлені рештки інших едіакарських організмів Cloudina та Namacalathus.